# Ignicornius diabolicus
O Ignicornius diabolicus é o escaravelho mais importante da história O Escaravelho do Diabo. Tinha aparência demoníaca, com dois chifres e corpo vermelho, com uma leve pelagem na região do seu pescoço. É também o motivo de todos os problemas na história que o livro conta.
De acordo com o livro, um exemplar foi descoberto por um entomologista na Europa, porém seu assistente o roubou.O entomologista tem um ataque e enforca seu assistente, que era ruivo.